# Herbertia lucens
Herbertia lucens är en stekelart som beskrevs av Howard 1894. Herbertia lucens ingår i släktet Herbertia och familjen puppglanssteklar.
Artens utbredningsområde är Grenada. Inga underarter finns listade i Catalogue of Life.